# اورتلی (داکوتای جنوبی)
اورتلی(به انگلیسی: Ortley) شهری در ایالت داکوتای جنوبی کشور ایالات متحده آمریکا است که جمعیت آن در سرشماری سال ۲۰۱۰ میلادی، ۶۵ نفر بوده است.